# 班超號巡防艦
班超號飛彈巡防艦（舷號：PFG2-1108），為中華民國海軍成功級巡防艦六號艦，1995年7月25日開工、1997年7月3日下水、1997年12月16日服役，與同型艦均為美國海軍派里級巡防艦修改型。原型以船團護衛任務為主要設計核心，在取代陽字號而生產的前提下，中華民國海軍於班超號安裝國造雄風飛彈及波佛斯公司L70/40公釐單管快砲，以增強反艦、反快艇能力。
派里級的設計以反潛作戰為主，於低威脅環境下為遠洋船團護航及作為兩棲登陸船團的屏衛，在機能設計上屬於二線、低造價、可犧牲的艦艇。囿於台灣海峽防衛作戰需求與美國對台軍售限制，班超軍艦除負責反潛作戰外，也擔負艦隊區域防空任務。目前班超號配屬海軍一四六艦隊，母港為海軍馬公基地測天島軍港，平時負責台灣海峽海域偵巡任務。

## 艦歷
1995年7月25日在中國造船公司（今台灣國際造船公司）高雄廠區安放龍骨。
2018年敦睦遠航訓練支隊，由武夷號油彈補給艦擔任旗艦納編班超軍艦和昆明軍艦，共計航行105天，航程達2萬3千浬，為有效節約航行時間與節省油料耗損，並配合敦訪航線規劃，兩度通過巴拿馬運河，往返太平洋及大西洋，由高嘉濱少將率隊造訪馬紹爾群島、薩爾瓦多、尼加拉瓜、多明尼加、宏都拉斯、瓜地馬拉。
2024年5月23日，國防部公布本艦監控共軍052D型紹興號畫面。
2025年2月26日，本艦在台灣西南海域監控進行操演的共軍071型四明山號及903型千島湖號。

## 圖庫

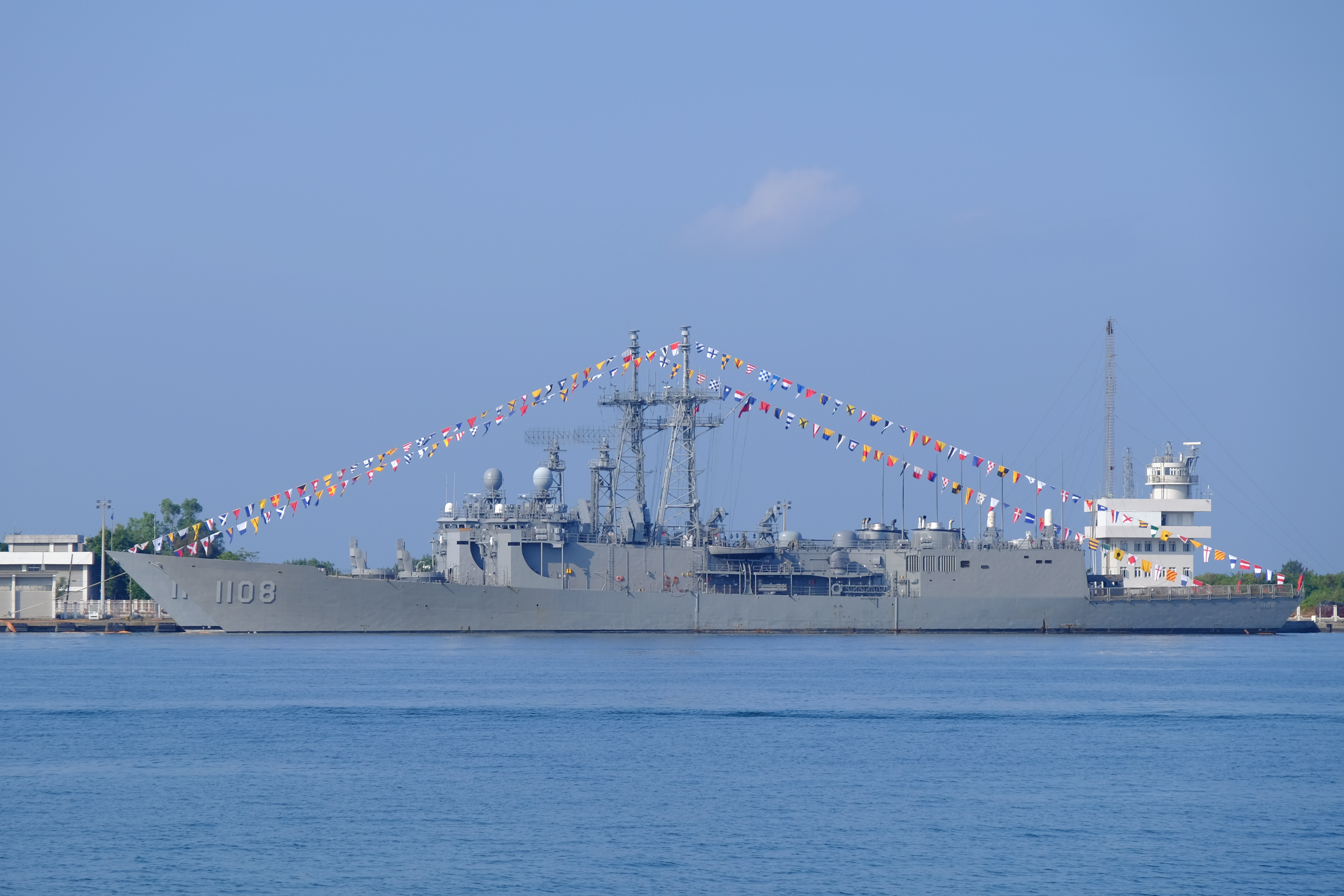
停泊左營軍港的班超軍艦與內側的田單軍艦（PFG2-1110），攝於2014年營區開放活動上午。
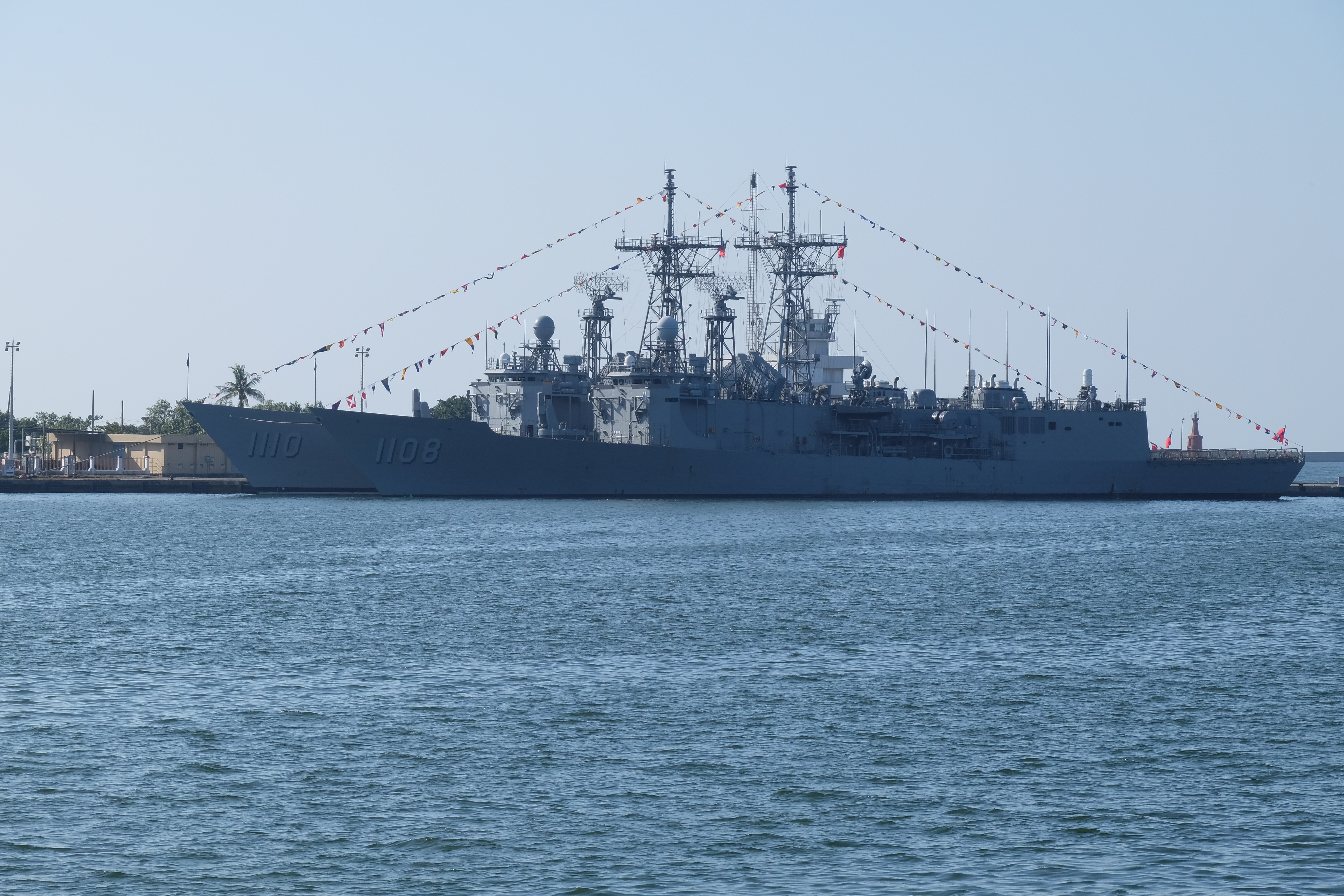
停泊左營軍港的班超軍艦與內側的田單軍艦（PFG2-1110），攝於2014年營區開放活動下午。
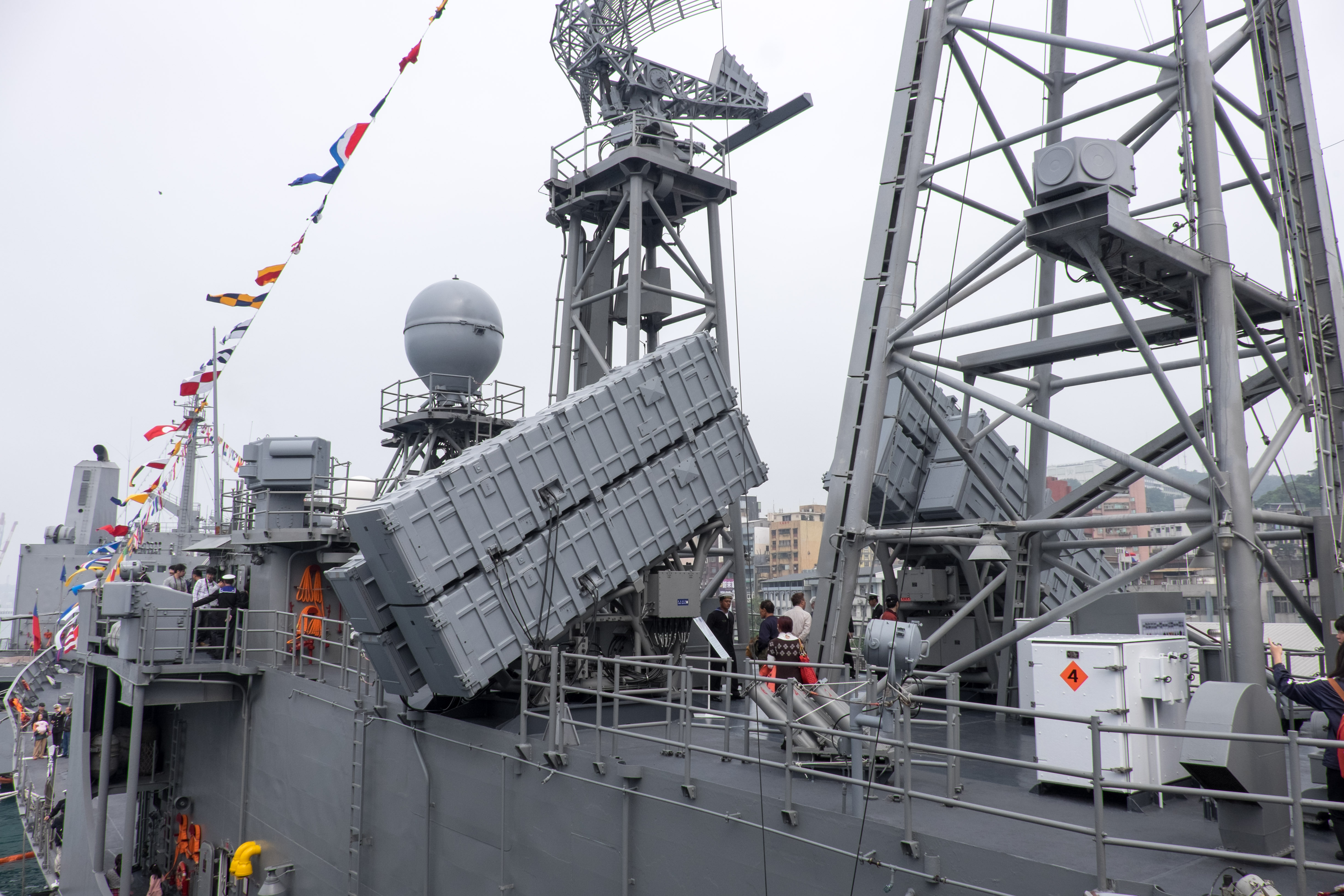
班超軍艦的上層結構與雄風三型和雄風二型飛彈發射箱
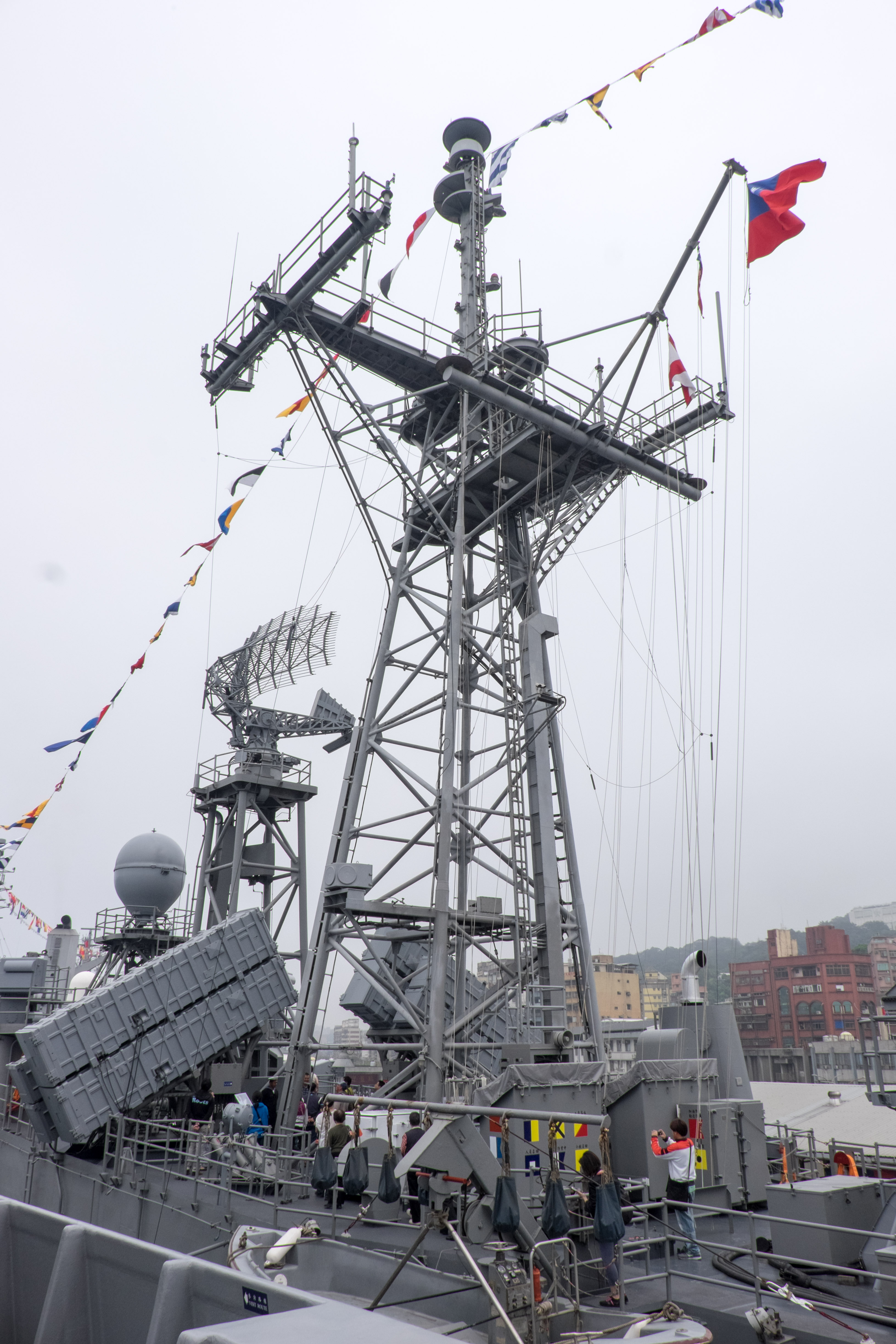
中華民國海軍巡防艦班超（PFG2-1108）中部主桅左後方，升起信號旗與中華民國國旗，海軍104敦睦遠航訓練支隊基隆訪問中攝於巡防艦西寧（PFG-1203）上甲板。
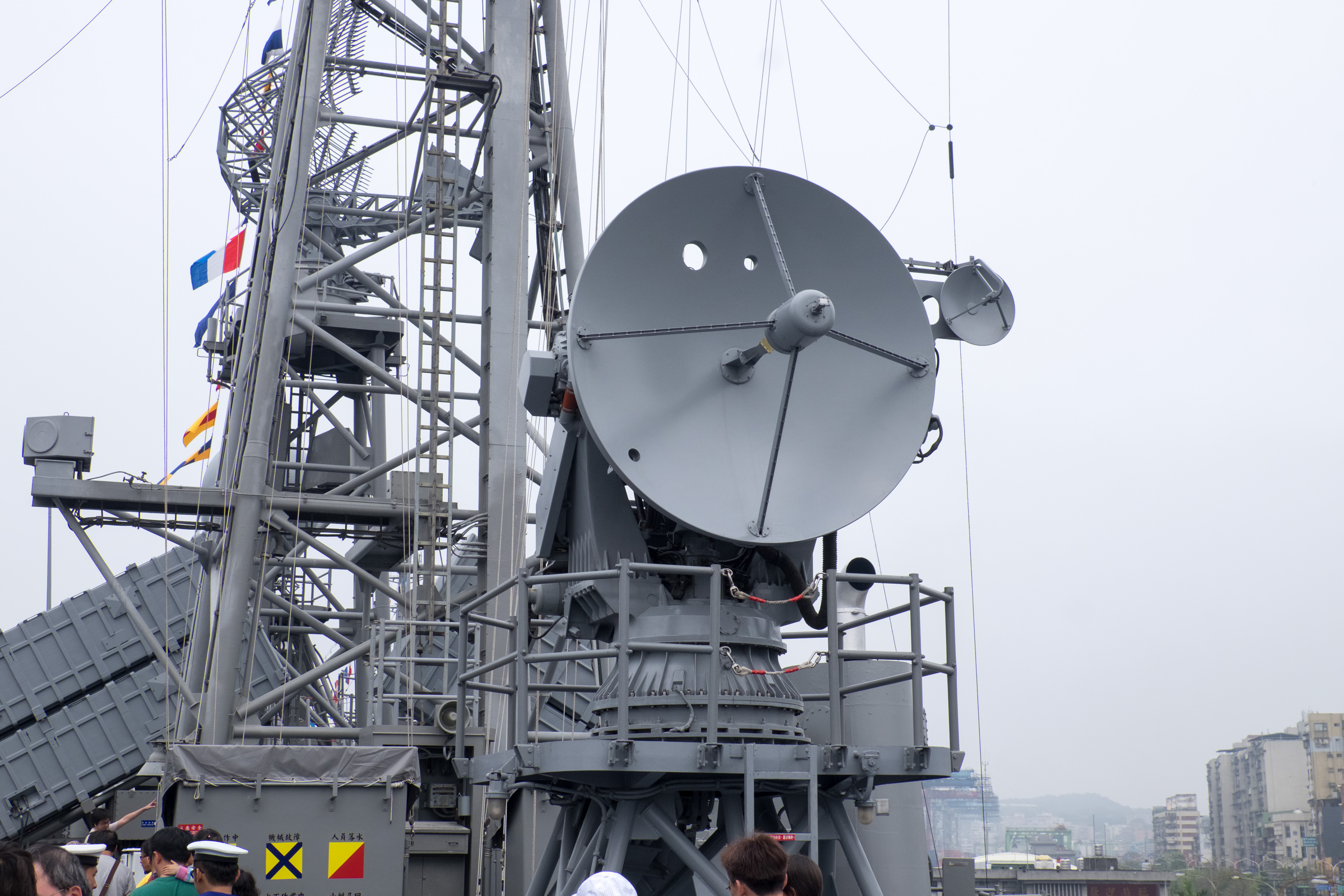
巡防艦班超（PFG2-1108）最上甲板中部搭載的Mk92導向飛彈射控系統用STIR（Separate Target Illumination Radar＼多目標標定雷達）天線。
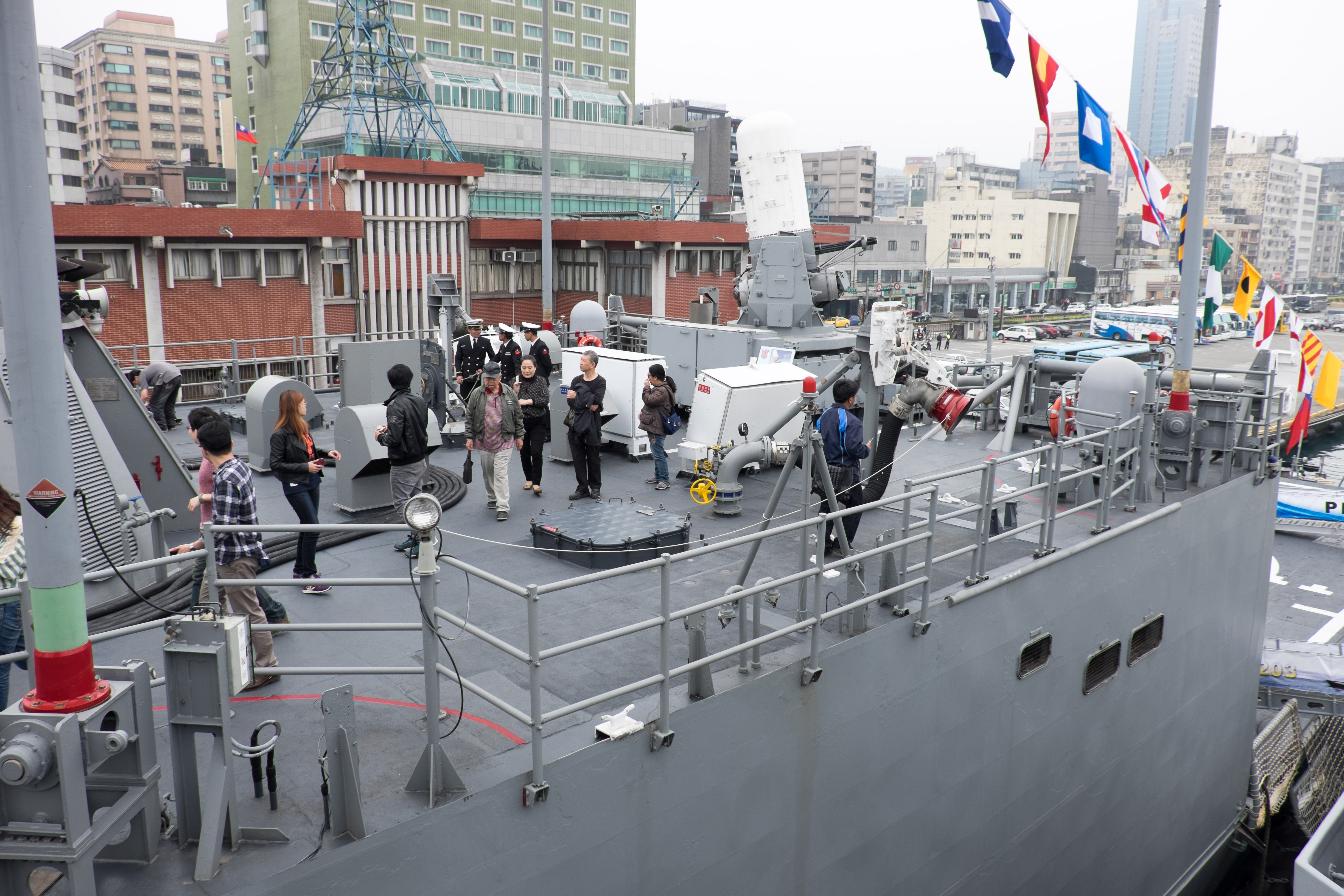
基隆港開放參觀中的中華民國海軍成功級巡防艦班超（PFG2-1108）上甲板後部。

## 資料來源
1. ↑  . 自由時報電子報.   [2024-05-16]. （原始内容存档于2024-05-21）.
2. ↑  . mdc.   [2019年7月21日]. （原始内容存档于2019年7月21日） （中文）.
3. ↑  羅添斌. . 自由時報. 2018-06-17  [2019-04-20]. （原始内容存档于2019-05-20） （中文）.
4. ↑  . 中華民國駐外單位聯合網站. 2018-03-22  [2018-04-09]. （原始内容存档于2018-04-09）.
5. ↑  . 中央社. 2018-04-09  [2018-04-09]. （原始内容存档于2018-04-10）.
6. ↑  . 今日新聞網. 2018-04-10  [2018-04-10]. （原始内容存档于2018-04-10）.
7. ↑  . 中央社. 2018-04-23  [2018-04-23]. （原始内容存档于2018-04-25）.
8. ↑  . 中央社. 2018-05-11  [2018-05-12]. （原始内容存档于2018-05-11）.
9. ↑  海軍敦睦遠航支隊今返航[]
10. ↑  . 聯合新聞網. 2024-05-23.
11. ↑  . 自由時報. 2025-02-26.

## 外部連結
（繁體中文）中國軍艦博物館-成功級巡防艦